# Sergei Nikolajewitsch Juschenkow

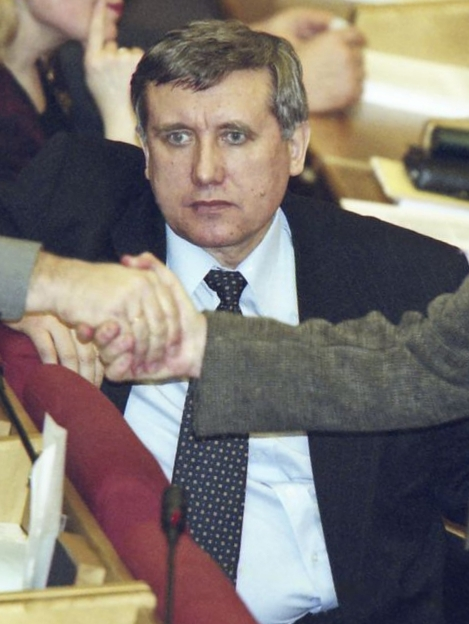
Sergei Juschenkow (2001)

Sergei Nikolajewitsch Juschenkow (russisch Сергей Николаевич Юшенков; * 27. Juni 1950 in Medwedkowo, Oblast Kalinin, RSFSR, UdSSR; † 17. April 2003 in Moskau, Russland) war ein russischer Politiker.

## Biographie
Juschenkow schloss 1974 die Militärpolitische Schule in Nowosibirsk ab. 1984 absolvierte er die Militärpolitische Lenin-Akademie in Moskau und unterrichtete dort zwischen 1987 und 1990 später die marxistisch-leninistische Philosophie.
Im März 1990 wurde Juschenkow in den Kongress der Volksdeputierten der RSFSR gewählt.
Vom 19. bis 21. August 1991, während Staatsstreichs gegen Gorbatschow, war er an der Organisation der Verteidigung des Weißen Hauses beteiligt.
Im September 1991 wurde Juschenkow Mitglied der nichtständigen parlamentarischen Kommission für eine parlamentarische Untersuchung der Ursachen und Umstände des Staatsstreichs in der UdSSR.
Juschenkow war 1993 bis 1994 Informationsminister in Russland, später Mitglied des Verteidigungsausschusses der Duma und Vorsitzender der Partei Liberales Russland, die er u. a. mit dem 2002 erschossenen Abgeordneten Wladimir Golowlew gründete. Er leitete eine Kommission, die die Sprengstoffanschläge auf Wohnhäuser 1999 untersuchte.
Am 17. April 2003 wurde er vor seiner Wohnung von einem Unbekannten erschossen.